# Sachschaden

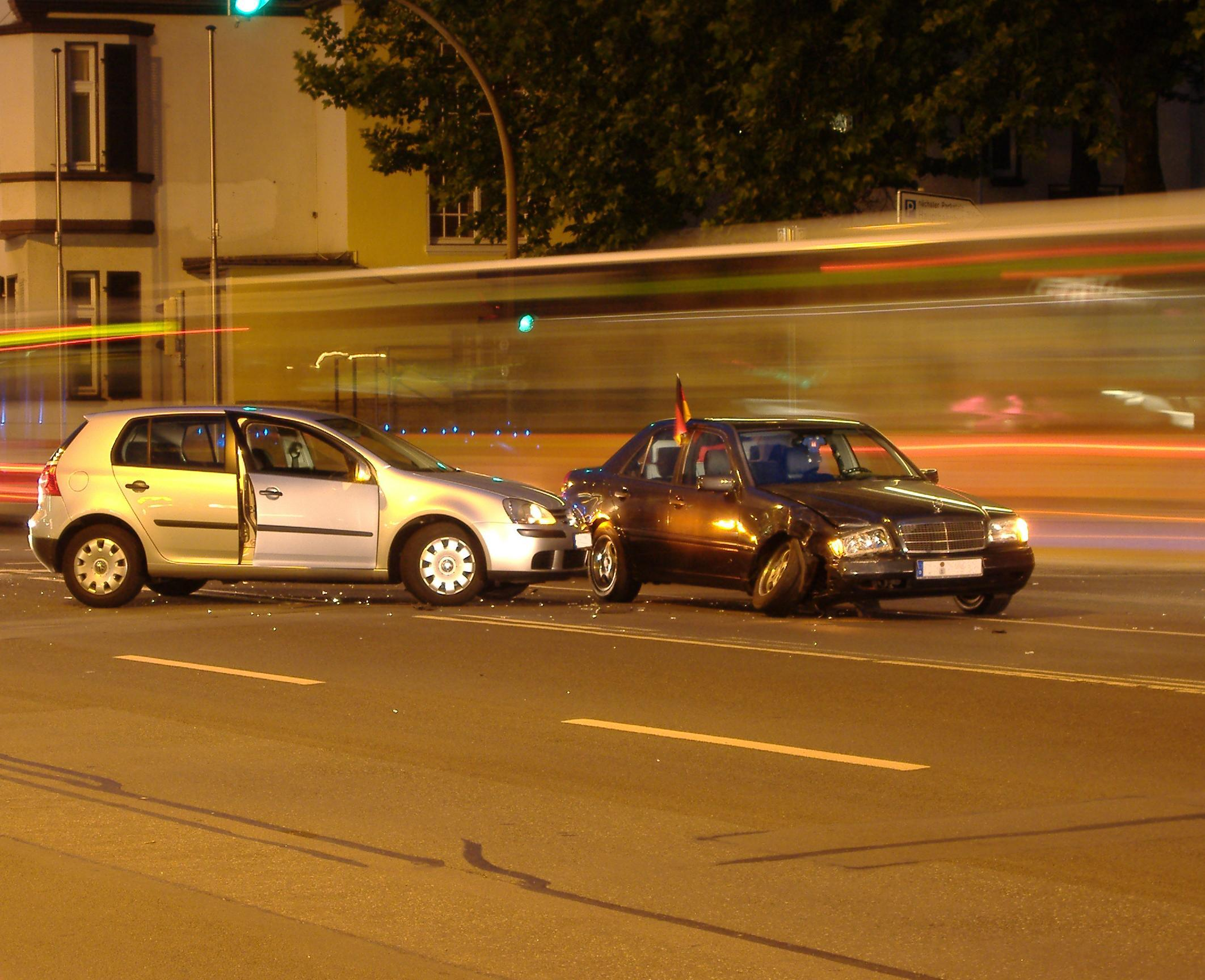
Sachschaden durch Unfall

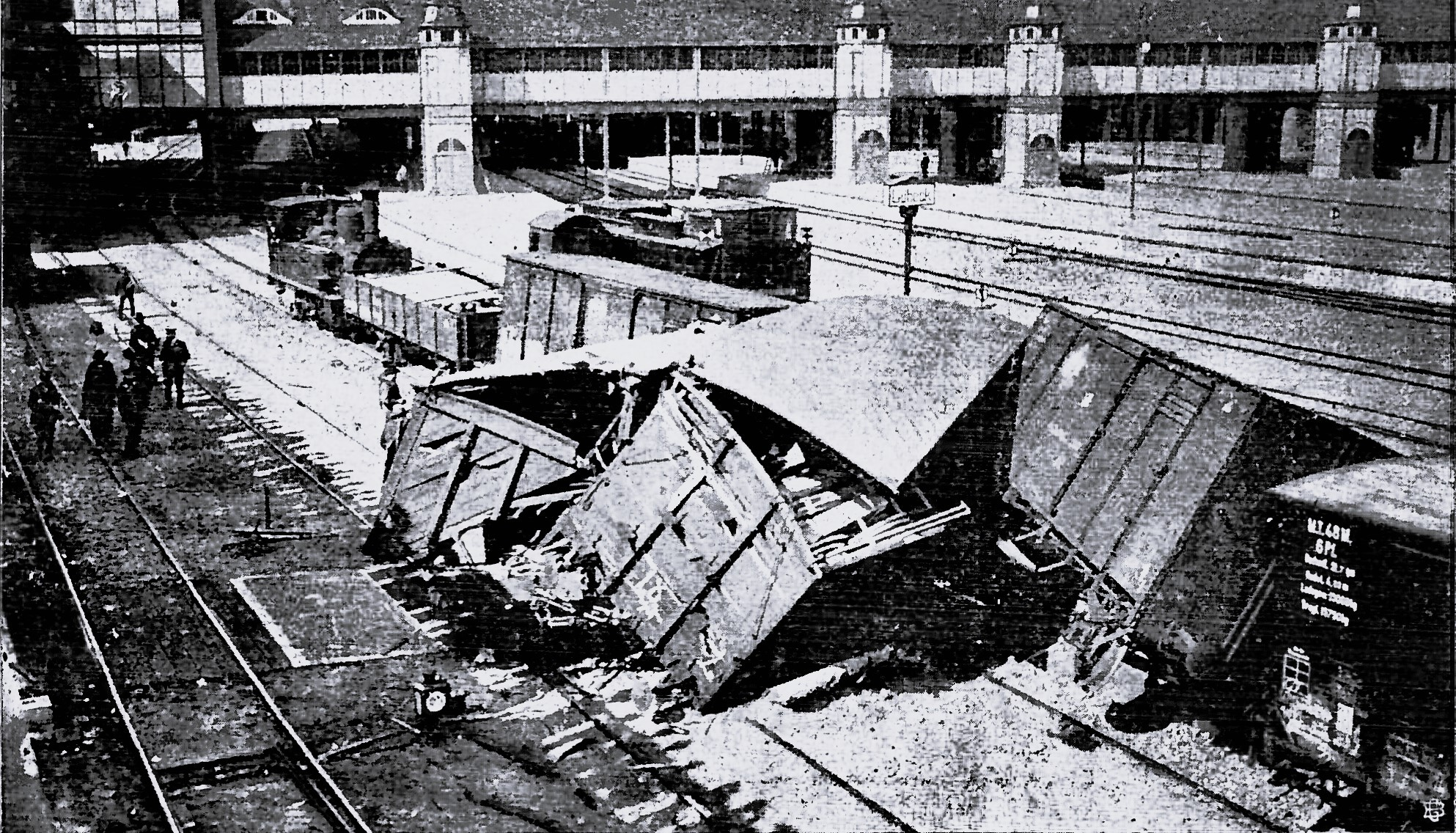
Sachschäden einer Entgleisung

Der Sachschaden ist die Folge eines schadenstiftenden Ereignisses, das in der Beschädigung, Zerstörung oder dem Verlust von Sachen besteht. Pendant ist der Personenschaden.

## Allgemeines
Der Oberbegriff des Schadens ist stets eine unfreiwillige Einbuße, die jemand an seinen geschützten Rechtsgütern erleidet. Zu Sachschäden kann es in allen Lebensbereichen kommen, beispielsweise auf dem Arbeitsweg, während der Arbeitszeit oder der Freizeit. Sie sind dadurch gekennzeichnet, dass ein Schadensereignis zufällig und durch den Schädiger ungewollt eintritt wie bei Verkehrsunfällen oder auch vorsätzlich vom Täter herbeigeführt wird wie bei der Sachbeschädigung. Auch der Geschädigte kann zugleich Schädiger sein, wenn er den Sachschaden an ihm gehörenden Sachen verursacht. „Schädiger“ müssen nicht stets Rechtssubjekte sein, auch Naturkatastrophen, Witterungseinflüsse oder Korrosion können schadensverursachende Ereignisse sein.

## Arten
Sachschäden können entstehen an Gebäuden oder Straßen, beweglichen Sachen wie Hausrat, Kraftfahrzeugen, Sachgesamtheiten oder Tieren und sonstigen Gegenständen unbelebter Natur. Einen Sonderfall stellt der Vermögensschaden dar, dem Schaden an einem vermögenswerten Rechtsgut.
Je nach Schwere des Sachschadens unterscheidet man leichte Beschädigungen, die sich steigern können bis zum Totalschaden.

## Rechtsfragen

### Zivilrecht
Sachen im Sinne des § 90 BGB sind alle körperliche Gegenstände, unabhängig von ihrem wirtschaftlichen Wert oder ihrem Aggregatzustand. Tiere sind zwar gemäß § 90a Satz 1 BGB keine Sachen, doch sind auf sie die gemäß § 90a Satz 3 BGB geltenden Vorschriften für Sachen entsprechend anzuwenden. Darüber hinaus findet gemäß § 90a Satz 2 BGB beispielsweise das Tierschutzgesetz für ihren Schutz besondere Anwendung.
Rechtlich von Bedeutung ist nur der Sachschaden, bei dem Schädiger und Geschädigter zwei unterschiedliche Rechtssubjekte sind. Wer als Schädiger zum Schadensersatz verpflichtet ist, hat gemäß § 249 Abs. 1 BGB den Zustand herzustellen, der bestehen würde, wenn der zum Ersatz verpflichtende Umstand nicht eingetreten wäre (Naturalrestitution). Bei Personen- und Schachschäden kann der Geschädigte statt der Wiederherstellung des ursprünglichen Zustands den dazu erforderlichen Geldbetrag verlangen (§ 249 Abs. 2 BGB).
Die Unterschiede zwischen Personen- und Sachschaden hat der Bundesgerichtshof (BGH) in seiner Grundsatzentscheidung vom Januar 1986 herausgestellt. Beim Sachschaden ist dem Urteil zufolge auch der „fiktive Sachschaden“, bei dem der Geschädigte von vornherein gar nicht die Absicht hat, die Wiederherstellung der beschädigten Sache zu veranlassen, vom Schädiger zu ersetzen. Das liegt daran, dass sich das Vermögen des Geschädigten durch den Schaden nicht ändert, weil dem vermögensmindernden Schaden ein vermögenserhöhender Schadensersatz gegenüber steht. Dagegen ist beim Personenschaden die Wiederherstellung der körperlichen Integrität auf die Beseitigung eines Nichtvermögensschadens gerichtet, so dass die Nichtbeseitigung körperlicher Schäden nicht mit Schadensersatz auszugleichen ist, da ansonsten eine Umgehung des § 253 BGB vorläge. Deshalb kann der Geschädigte Behandlungskosten gemäß § 249 Satz 2 BGB nur verlangen, wenn er die Absicht hat, die Behandlung auch tatsächlich durchführen zu lassen.
§ 249 BGB ist allerdings keine Anspruchsgrundlage, sondern beispielsweise die unerlaubte Handlung gemäß §§ 823 ff. BGB.

### Strafrecht
Die vorsätzliche und rechtswidrige Beschädigung einer fremden Sache bezeichnet man als Sachbeschädigung. Diese wird nach § 303 StGB mit Geldstrafe oder Freiheitsstrafe bis zu zwei Jahren bestraft.

## Versicherung
Der Schadensbegriff ist von zentraler Bedeutung für jede Art von Schadensversicherung, bei der ein Versicherungsfall vorliegt, wenn das versicherte Ereignis eingetreten und dem Versicherungsnehmer ein Sachschaden entstanden ist. Das Schadenereignis muss, damit es versicherungsrelevant wird, unter Versicherungsschutz stehende Sachen treffen. Sind Sachen dagegen nicht versichert, unterliegen der Selbstversicherung oder sind nicht versicherbar, liegt kein Versicherungsfall vor. Bei der Betriebsunterbrechungsversicherung muss die Betriebsunterbrechung auf einen Sachschaden zurückzuführen sein, also auf einen Schaden einer dem Betriebszweck dienenden Sache.
In der Haftpflichtversicherung wird unter einem Sachschaden jede wertmindernde Einwirkung auf den Zustand einer Sache, welche die wirtschaftliche Brauchbarkeit für den ihr bestimmten Zweck beeinträchtigt. Wird eine Sache von vornherein mangelhaft geliefert oder hergestellt, liegt kein Sachschaden vor; der Sachschaden setzt eine einwandfreie Sache voraus. Deshalb ist in der Haftpflichtversicherung streng zwischen einem bereits vorhandenen Sachmangel und einem Sachschaden zu trennen. Ein während der Bauzeit schief gewordenes Gebäude ist ein Sachschaden. Dem zitierten Urteil zufolge muss eine Bauwesenversicherung für Wohngebäude den Bauunternehmer von Schäden entheben, die ihm dadurch entstehen, dass die versicherte Bauleistung bis zur Abnahme beschädigt oder zerstört werden. Danach genügt eine durch Einwirkung auf die Sache verursachte Wertminderung, welche die Brauchbarkeit der Sache zur Erfüllung ihres Zwecks beeinträchtigt.
Die Höhe des von einer Versicherung erstattungsfähigen Schadens richtet sich einerseits stets nach § 249 BGB, andererseits nach der Versicherungssumme (außer bei der Kaskoversicherung).
Bei der Beförderung von Personen mit Gepäck (Personenbeförderung) oder der bloßen Beförderung von Sachen (durch Frachtführer, Postunternehmen, Spediteure) werden Sachschäden nach den Beförderungsbedingungen reguliert. Sie sind die Rechtsgrundlage für die Beförderung von Passagieren, Frachtgütern und Post. Beispielsweise haftet gemäß § 425 Abs. 1 HGB der Frachtführer für den Sachschaden, der durch Verlust oder Beschädigung des Frachtgutes in der Zeit von der Übernahme zur Beförderung bis zur Ablieferung oder durch Überschreitung der Lieferfrist entsteht (Obhutshaftung).

## International
In Österreich ist gemäß § 1293 ABGB der Schaden („Schade“) jeder Nachteil, welcher jemanden an Vermögen, Rechten oder seiner Person zugefügt worden ist. Der Sachschaden ist damit Teil dieser Rechtsnorm. 
In der schweizerischen Versicherungspraxis gilt Zerstörung, Beschädigung oder Verlust von Sachen als Sachschaden. Die Funktionsbeeinträchtigung einer Sache ohne deren Substanzbeeinträchtigung gilt nach schweizerischen Versicherungsbedingungen nicht als Sachschaden (vgl. Zusätzliche Allgemeine Bedingungen (ZAB) zur Haftpflichtversicherung für politische Gemeinden und Einwohnergemeinden).